# Агва-Дульсе (Каліфорнія)
Агва-Дульсе (англ. Agua Dulce) — переписна місцевість (CDP) в США, в окрузі Лос-Анджелес штату Каліфорнія. Населення — 3451 особа (2020).

## Географія
Агва-Дульсе розташована за координатами 34°30′6″ пн. ш. 118°19′14″ зх. д. / 34.50167° пн. ш. 118.32056° зх. д. (34.501757, -118.320567).  За даними Бюро перепису населення США в 2010 році переписна місцевість мала площу 59,16 км², з яких 59,14 км² — суходіл та 0,01 км² — водойми.

## Демографія
Згідно з переписом 2010 року, у переписній місцевості мешкали 3342 особи в 1201 домогосподарстві у складі 925 родин. Густота населення становила 56 осіб/км².  Було 1277 помешкань (22/км²).
Расовий склад населення:
| - 85,4 % — білих - 2,3 % — азіатів - 1,8 % — чорних або афроамериканців - 0,7 % — корінних американців - 0,1 % — вихідців з тихоокеанських островів - 6,7 % — осіб інших рас |

До двох чи більше рас належало 3,0 %. Частка іспаномовних становила 18,3 % від усіх жителів.
За віковим діапазоном населення розподілялося таким чином: 19,3 % — особи молодші 18 років, 66,8 % — особи у віці 18—64 років, 13,9 % — особи у віці 65 років та старші. Медіана віку мешканця становила 47,3 року. На 100 осіб жіночої статі у переписній місцевості припадало 101,7 чоловіків;  на 100 жінок у віці від 18 років та старших — 102,0 чоловіків також старших 18 років.
Середній дохід на одне домашнє господарство  становив 112 246 доларів США (медіана — 99 638), а середній дохід на одну сім'ю — 127 595 доларів (медіана — 120 795). Медіана доходів становила 85 938 доларів для чоловіків та 48 008 доларів для жінок. За межею бідності перебувало 6,4 % осіб, у тому числі 7,9 % дітей у віці до 18 років та 0,9 % осіб у віці 65 років та старших.
Цивільне працевлаштоване населення становило 1539 осіб. Основні галузі зайнятості: виробництво — 16,0 %, науковці, спеціалісти, менеджери — 13,5 %, освіта, охорона здоров'я та соціальна допомога — 11,8 %, роздрібна торгівля — 10,5 %.